# Élections législatives de 1973 dans les Yvelines
Les élections législatives françaises de 1973 se déroulent les 4 et 11 mars 1973.
Dans le département des Yvelines, huit députés sont à élire dans le cadre de huit circonscriptions.

## Élus
| Circonscription                                 | Député sortant             | Parti | Parti | Député élu ou réélu        | Parti | Parti |
| ----------------------------------------------- | -------------------------- | ----- | ----- | -------------------------- | ----- | ----- |
| 1re                                             | Michel Jamot*              |       | UDR   | Pierre Bourson             |       | RI    |
| 2e                                              | Jean-Paul Palewski         |       | UDR   | Jean-Paul Palewski         |       | UDR   |
| 3e                                              | Gérard Godon               |       | UDR   | Gérard Godon               |       | UDR   |
| 4e                                              | Michel Rocard              |       | PSU   | Marc Lauriol               |       | URP   |
| 5e                                              | Bernard Destremau          |       | RI    | Bernard Destremau          |       | RI    |
| 6e                                              | Robert Wagner              |       | UDR   | Robert Wagner              |       | UDR   |
| 7e                                              | Pierre Ribes               |       | UDR   | Pierre Ribes               |       | UDR   |
| 8e                                              | Jacqueline Thome-Patenôtre |       | MGRS  | Jacqueline Thome-Patenôtre |       | MRG   |
| * député sortant ne se représentant pas en 1973 |                            |       |       |                            |       |       |

## Résultats

### Résultats à l'échelle du département
| Parti                 | Parti                                   | Premier tour | Premier tour | Second tour | Second tour | Sièges |
| Parti                 | Parti                                   | Voix         | %            | Voix        | %           | Sièges |
| --------------------- | --------------------------------------- | ------------ | ------------ | ----------- | ----------- | ------ |
|                       | Union des démocrates pour la République | 106 913      | 25,01        | 133 936     | 31,96       | 5      |
|                       | Républicains indépendants               | 33 546       | 7,85         | 76 091      | 18,16       | 2      |
|                       | Divers droite                           | 8 355        | 1,95         |             |             | 0      |
|                       | Centre démocratie et progrès            | 2 584        | 0,60         | 0           |             |        |
|                       | Union des républicains de progrès       | 151 398      | 35,42        | 210 027     | 50,12       | 7      |
|                       |                                         |              |              |             |             |        |
|                       | Parti communiste français               | 92 079       | 21,54        | 118 887     | 28,37       | 0      |
|                       | Parti socialiste                        | 53 753       | 12,58        | 16 304      | 3,89        | 0      |
|                       | Parti socialiste unifié                 | 29 422       | 6,88         | 22 531      | 5,38        | 0      |
|                       | Mouvement des radicaux de gauche        | 17 438       | 4,08         | 33 489      | 7,99        | 1      |
|                       | Union de la gauche                      | 192 692      | 45,08        | 191 211     | 45,63       | 1      |
|                       |                                         |              |              |             |             |        |
|                       | Mouvement réformateur                   | 68 214       | 15,96        | 17 819      | 4,25        | 0      |
|                       | Extrême gauche dont LO et LCR           | 8 434        | 1,97         |             |             | 0      |
|                       | Front national                          | 5 723        | 1,34         | 0           |             |        |
|                       | Gaullistes d'opposition                 | 979          | 0,23         | 0           |             |        |
|                       |                                         |              |              |             |             |        |
| Inscrits              | Inscrits                                | 527 944      | 100,00       | 527 686     | 100,00      | 8      |
| Abstentions           | Abstentions                             | 92 331       | 17,49        | 91 812      | 17,4        |        |
| Votants               | Votants                                 | 435 613      | 82,51        | 435 874     | 82,6        |        |
| Blancs et nuls        | Blancs et nuls                          | 8 173        | 1,88         | 16 817      | 3,86        |        |
| Exprimés              | Exprimés                                | 427 440      | 98,12        | 419 057     | 96,14       |        |
| Source : Data.gouv.fr |                                         |              |              |             |             |        |

### Résultats par circonscription

#### Première circonscription (Maisons-Laffitte)
| Candidat       | Candidat             | Parti                     | Premier tour | Premier tour | Second tour | Second tour |  |
| Candidat       | Candidat             | Parti                     | Voix         | %            | Voix        | %           |  |
| -------------- | -------------------- | ------------------------- | ------------ | ------------ | ----------- | ----------- |  |
|                | Auguste Chrétienne   | PCF                       | 14 946       | 30,79        | 22 736      | 47,1        |  |
|                | Pierre Bourson élu   | RI (URP)                  | 10 177       | 20,96        | 25 532      | 52,9        |  |
|                | Gilbert Grandval     | UDR                       | 8 459        | 17,42        | Retrait     | Retrait     |  |
|                | Stéphane Faussemagne | CD (MR)                   | 6 031        | 12,42        | Retrait     | Retrait     |  |
|                | Philippe Machefer    | PS (UGSD)                 | 5 130        | 10,57        |             |             |  |
|                | Jean Le Gars         | PSU                       | 2 432        | 5,01         |             |             |  |
|                | Jean-Marc Rosenfeld  | LCR                       | 636          | 1,31         |             |             |  |
|                | Antoine Martinie     | Divers droite (Gaulliste) | 401          | 0,83         |             |             |  |
|                | François Duprat      | FN                        | 334          | 0,69         |             |             |  |
|                |                      |                           |              |              |             |             |  |
| Inscrits       | Inscrits             | Inscrits                  | 61 214       | 100,00       | 61 152      | 100,00      |  |
| Abstentions    | Abstentions          | Abstentions               | 11 678       | 19,08        | 11 140      | 18,22       |  |
| Votants        | Votants              | Votants                   | 49 536       | 80,92        | 50 012      | 81,78       |  |
| Blancs et nuls | Blancs et nuls       | Blancs et nuls            | 990          | 2            | 1 744       | 3,49        |  |
| Exprimés       | Exprimés             | Exprimés                  | 48 546       | 98           | 48 268      | 96,51       |  |

#### Deuxième circonscription (Saint-Germain-en-Laye)
| Candidat       | Candidat                         | Parti          | Premier tour | Premier tour | Second tour | Second tour |  |
| Candidat       | Candidat                         | Parti          | Voix         | %            | Voix        | %           |  |
| -------------- | -------------------------------- | -------------- | ------------ | ------------ | ----------- | ----------- |  |
|                | Jean-Paul Palewski sortant réélu | UDR (URP)      | 21 689       | 37,33        | 27 066      | 46,63       |  |
|                | Vincent Consigny                 | MR             | 11 915       | 20,51        | 12 062      | 20,78       |  |
|                | Jean Colpin                      | PCF            | 8 956        | 15,42        | 18 913      | 32,59       |  |
|                | Robert Dazin                     | PS (UGSD)      | 8 887        | 15,3         | Retrait     | Retrait     |  |
|                | Jacques Ferlus                   | PSU            | 3 725        | 6,41         |             |             |  |
|                | Christian Prade                  | FN             | 1 990        | 3,43         |             |             |  |
|                | Pierre Sévenet                   | FP             | 934          | 1,61         |             |             |  |
|                |                                  |                |              |              |             |             |  |
| Inscrits       | Inscrits                         | Inscrits       | 73 192       | 100,00       | 73 150      | 100,00      |  |
| Abstentions    | Abstentions                      | Abstentions    | 14 101       | 19,27        | 14 135      | 19,32       |  |
| Votants        | Votants                          | Votants        | 59 091       | 80,73        | 59 015      | 80,68       |  |
| Blancs et nuls | Blancs et nuls                   | Blancs et nuls | 995          | 1,68         | 974         | 1,65        |  |
| Exprimés       | Exprimés                         | Exprimés       | 58 096       | 98,32        | 58 041      | 98,35       |  |

#### Troisième circonscription (Poissy - Conflans-Sainte-Honorine)
| Candidat       | Candidat                   | Parti                | Premier tour | Premier tour | Second tour | Second tour |  |
| Candidat       | Candidat                   | Parti                | Voix         | %            | Voix        | %           |  |
| -------------- | -------------------------- | -------------------- | ------------ | ------------ | ----------- | ----------- |  |
|                | Gérard Godon sortant réélu | UDR (URP)            | 23 929       | 33,51        | 36 052      | 51,41       |  |
|                | Jean Tricart               | PCF                  | 15 645       | 21,91        | 34 075      | 48,59       |  |
|                | Pierre Métayer             | PS (UGSD)            | 14 214       | 19,9         | Retrait     | Retrait     |  |
|                | Brigitte Gros              | Rad (MR)             | 12 259       | 17,17        | Retrait     | Retrait     |  |
|                | Basile Volokhine           | PSU                  | 2 573        | 3,6          |             |             |  |
|                | Charles Magnier            | LO                   | 2 165        | 3,03         |             |             |  |
|                | Jean Delarue               | Extrême gauche (OCI) | 580          | 0,81         |             |             |  |
|                | M. Costini                 | FP                   | 45           | 0,06         |             |             |  |
|                |                            |                      |              |              |             |             |  |
| Inscrits       | Inscrits                   | Inscrits             | 89 317       | 100,00       | 89 280      | 100,00      |  |
| Abstentions    | Abstentions                | Abstentions          | 15 879       | 17,78        | 15 449      | 17,3        |  |
| Votants        | Votants                    | Votants              | 73 438       | 82,22        | 73 831      | 82,7        |  |
| Blancs et nuls | Blancs et nuls             | Blancs et nuls       | 2 028        | 2,76         | 3 704       | 5,02        |  |
| Exprimés       | Exprimés                   | Exprimés             | 71 410       | 97,24        | 70 127      | 94,98       |  |

#### Quatrième circonscription (Marly-le-Roi)
| Candidat       | Candidat              | Parti          | Premier tour | Premier tour | Second tour | Second tour |  |
| Candidat       | Candidat              | Parti          | Voix         | %            | Voix        | %           |  |
| -------------- | --------------------- | -------------- | ------------ | ------------ | ----------- | ----------- |  |
|                | Marc Lauriol élu      | UDR (URP)      | 14 460       | 29,15        | 26 275      | 53,84       |  |
|                | Michel Rocard sortant | PSU            | 12 056       | 24,3         | 22 531      | 46,16       |  |
|                | Paul-Louis Tenaillon  | MR             | 11 849       | 23,88        | Retrait     | Retrait     |  |
|                | Antoine Casanova      | PCF            | 8 208        | 16,54        | Retrait     | Retrait     |  |
|                | Alain Robert          | FN             | 1 188        | 2,39         |             |             |  |
|                | Antoine Mathieu       | Divers droite  | 662          | 1,33         |             |             |  |
|                | Louis Pirois          | LO             | 693          | 1,4          |             |             |  |
|                | Arlette Bizet         | Divers droite  | 346          | 0,7          |             |             |  |
|                | M. Herbaut            | Divers droite  | 151          | 0,3          |             |             |  |
|                |                       |                |              |              |             |             |  |
| Inscrits       | Inscrits              | Inscrits       | 60 685       | 100,00       | 60 625      | 100,00      |  |
| Abstentions    | Abstentions           | Abstentions    | 10 378       | 17,1         | 10 080      | 16,63       |  |
| Votants        | Votants               | Votants        | 50 307       | 82,9         | 50 545      | 83,37       |  |
| Blancs et nuls | Blancs et nuls        | Blancs et nuls | 694          | 1,38         | 1 739       | 3,44        |  |
| Exprimés       | Exprimés              | Exprimés       | 49 613       | 98,62        | 48 806      | 96,56       |  |

#### Cinquième circonscription (Versailles-Nord/Ouest)
| Candidat       | Candidat                        | Parti          | Premier tour | Premier tour | Second tour | Second tour |  |
| Candidat       | Candidat                        | Parti          | Voix         | %            | Voix        | %           |  |
| -------------- | ------------------------------- | -------------- | ------------ | ------------ | ----------- | ----------- |  |
|                | Bernard Destremau sortant réélu | RI (URP)       | 13 912       | 31,03        | 25 548      | 58,92       |  |
|                | Jean Cuguen                     | PCF            | 9 967        | 22,23        | 17 811      | 41,08       |  |
|                | Andrée Mirochnikoff-Robbe       | MR             | 5 652        | 12,61        | Retrait     | Retrait     |  |
|                | Christian Boulant               | PS (UGSD)      | 5 090        | 11,35        |             |             |  |
|                | Pierre Bajeux                   | Divers droite  | 4 241        | 9,46         |             |             |  |
|                | M. Grandjean                    | PSU            | 2 022        | 4,51         |             |             |  |
|                | Maxime Guay                     | Divers droite  | 1 636        | 3,65         |             |             |  |
|                | Maurice Domon                   | FN             | 1 413        | 3,15         |             |             |  |
|                | Bernadette Hérout               | LO             | 906          | 2,02         |             |             |  |
|                |                                 |                |              |              |             |             |  |
| Inscrits       | Inscrits                        | Inscrits       | 55 450       | 100,00       | 55 540      | 100,00      |  |
| Abstentions    | Abstentions                     | Abstentions    | 10 032       | 18,09        | 9 864       | 17,76       |  |
| Votants        | Votants                         | Votants        | 45 418       | 81,91        | 45 676      | 82,24       |  |
| Blancs et nuls | Blancs et nuls                  | Blancs et nuls | 579          | 1,27         | 2 317       | 5,07        |  |
| Exprimés       | Exprimés                        | Exprimés       | 44 839       | 98,73        | 43 359      | 94,93       |  |

#### Sixième circonscription (Versailles-Sud/Est)
| Candidat       | Candidat                    | Parti          | Premier tour | Premier tour | Second tour | Second tour |  |
| Candidat       | Candidat                    | Parti          | Voix         | %            | Voix        | %           |  |
| -------------- | --------------------------- | -------------- | ------------ | ------------ | ----------- | ----------- |  |
|                | Robert Wagner sortant réélu | UDR (URP)      | 14 579       | 36,35        | 18 639      | 45,8        |  |
|                | Gérard Martin               | CD (MR)        | 8 137        | 20,29        | 5 757       | 14,14       |  |
|                | Pierre Petit                | PS (UGSD)      | 7 136        | 17,79        | 16 304      | 40,06       |  |
|                | Jeanne Ègle                 | PCF            | 6 123        | 15,26        | Retrait     | Retrait     |  |
|                | Jean Denneville             | PSU            | 1 580        | 3,94         |             |             |  |
|                | Alain Chambert              | Divers droite  | 918          | 2,29         |             |             |  |
|                | Thérèse Spector             | LO             | 841          | 2,1          |             |             |  |
|                | Serge Michel                | FN             | 798          | 1,99         |             |             |  |
|                |                             |                |              |              |             |             |  |
| Inscrits       | Inscrits                    | Inscrits       | 49 203       | 100,00       | 49 174      | 100,00      |  |
| Abstentions    | Abstentions                 | Abstentions    | 8 563        | 17,4         | 8 099       | 16,47       |  |
| Votants        | Votants                     | Votants        | 40 640       | 82,6         | 41 075      | 83,53       |  |
| Blancs et nuls | Blancs et nuls              | Blancs et nuls | 528          | 1,3          | 375         | 0,91        |  |
| Exprimés       | Exprimés                    | Exprimés       | 40 112       | 98,7         | 40 700      | 99,09       |  |

#### Septième circonscription (Mantes-la-Jolie)
| Candidat       | Candidat                   | Parti          | Premier tour | Premier tour | Second tour | Second tour |  |
| Candidat       | Candidat                   | Parti          | Voix         | %            | Voix        | %           |  |
| -------------- | -------------------------- | -------------- | ------------ | ------------ | ----------- | ----------- |  |
|                | Pierre Ribes sortant réélu | UDR (URP)      | 15 103       | 28,54        | 25 904      | 50,54       |  |
|                | Maurice Quettier           | PCF            | 14 801       | 27,97        | 25 352      | 49,46       |  |
|                | Jean-Paul David            | MR (PLE)       | 12 371       | 23,38        | Retrait     | Retrait     |  |
|                | Gaston Treillou            | PS (UGSD)      | 7 291        | 13,78        | Retrait     | Retrait     |  |
|                | Alain Pierre               | PSU            | 1 859        | 3,51         |             |             |  |
|                | Michel de Pierrepont       | LO             | 1 487        | 2,81         |             |             |  |
|                |                            |                |              |              |             |             |  |
| Inscrits       | Inscrits                   | Inscrits       | 64 793       | 100,00       | 64 713      | 100,00      |  |
| Abstentions    | Abstentions                | Abstentions    | 10 546       | 16,28        | 10 346      | 15,99       |  |
| Votants        | Votants                    | Votants        | 54 247       | 83,72        | 54 367      | 84,01       |  |
| Blancs et nuls | Blancs et nuls             | Blancs et nuls | 1 335        | 2,46         | 3 111       | 5,72        |  |
| Exprimés       | Exprimés                   | Exprimés       | 52 912       | 97,54        | 51 256      | 94,28       |  |

#### Huitième circonscription (Trappes - Rambouillet)
| Candidat       | Candidat                                   | Parti          | Premier tour | Premier tour | Second tour | Second tour |  |
| Candidat       | Candidat                                   | Parti          | Voix         | %            | Voix        | %           |  |
| -------------- | ------------------------------------------ | -------------- | ------------ | ------------ | ----------- | ----------- |  |
|                | Jacqueline Thome-Patenôtre sortante réélue | MRG            | 17 438       | 28,17        | 33 489      | 57,25       |  |
|                | Bernard Hugo                               | PCF            | 13 433       | 21,7         | Retrait     | Retrait     |  |
|                | Jean-Daniel Camus                          | RI (URP)       | 9 457        | 15,27        | 25 011      | 42,75       |  |
|                | Antoine de La Panouse                      | UDR            | 8 694        | 14,04        | Retrait     | Retrait     |  |
|                | Suzanne Pouzet                             | PS (UGSD)      | 6 005        | 9,7          |             |             |  |
|                | François Soulage                           | PSU            | 3 175        | 5,13         |             |             |  |
|                | Noël Mettey                                | CDP            | 2 584        | 4,17         |             |             |  |
|                | André Houdayer                             | LCR            | 1 126        | 1,82         |             |             |  |
|                |                                            |                |              |              |             |             |  |
| Inscrits       | Inscrits                                   | Inscrits       | 74 090       | 100,00       | 74 052      | 100,00      |  |
| Abstentions    | Abstentions                                | Abstentions    | 11 154       | 15,05        | 12 699      | 17,15       |  |
| Votants        | Votants                                    | Votants        | 62 936       | 84,95        | 61 353      | 82,85       |  |
| Blancs et nuls | Blancs et nuls                             | Blancs et nuls | 1 024        | 1,63         | 2 853       | 4,65        |  |
| Exprimés       | Exprimés                                   | Exprimés       | 61 912       | 98,37        | 58 500      | 95,35       |  |